# Koprinka (distrikt)
Koprinka (bulgariska: Копринка) är ett distrikt i Bulgarien.   Det ligger i kommunen Obsjtina Kazanlăk och regionen Stara Zagora, i den centrala delen av landet, 160 km öster om huvudstaden Sofia. Koprinka ligger vid sjön Koprinka.
Trakten runt Koprinka består till största delen av jordbruksmark. Runt Koprinka är det ganska tätbefolkat, med 108 invånare per kvadratkilometer.